# Kristoffer Skjerping
Kristoffer Skjerping, né le 4 mai 1993 à Bergen, est un coureur cycliste norvégien.

## Biographie
En 2012, Kristoffer Skjerping intègre l'équipe Joker Merida. En août 2014, il remporte la première étape du Tour de l'Avenir après une échappée,. Le mois suivant, il prend la troisième place du championnat du monde sur route espoirs.
En 2015, il devient coureur professionnel au sein de l'équipe américaine Cannondale-Garmin, qui l'engage pour deux ans.
Au mois d'août 2017, il termine cinquième du Grand Prix de la ville de Zottegem.
Sans contrat pour la saison 2020, il décide de mettre un terme à sa carrière à l'âge de 26 ans.

## Palmarès et résultats

### Palmarès par année
- 2010
  - 2e du championnat de Norvège sur route juniors
- 2011
  -  Champion de Norvège du contre-la-montre juniors
  -  Champion de Norvège du contre-la-montre par équipes juniors
  - 3e du championnat de Norvège sur route juniors
- 2012
  -  Champion de Norvège du critérium
  - Grand Prix Norefjell
  - 2e du Ringerike Grand Prix
- 2013
  -  Champion de Norvège sur route espoirs
- 2014
  - 1re étape du Tour de l'Avenir
  - 2e de Paris-Troyes
  - 2e du Tour des Flandres espoirs
  -  Médaillé de bronze du championnat du monde sur route espoirs
  - 3e du Ringerike Grand Prix
- 2016
  - 1re étape du Czech Cycling Tour (contre-la-montre par équipes)
- 2017
  - 2e étape de l'Eidsvollrittet
  - 3e du championnat de Norvège du contre-la-montre
- 2018
  - 3e du championnat de Norvège du contre-la-montre
- 2019
  - Ringerike Grand Prix
  - Gylne Gutuer
- 2023
  - Falkenloppet
  - Nationaldagsloppet
  - 3e de la Gylne Gutuer
- 2024
  - 5e étape de l'Arden Challenge
  - 3e de l'Arden Challenge

### Classements mondiaux
| Année                                 | 2012  | 2013 | 2014 | 2015 | 2016  | 2017 | 2018  | 2019 | 2020 | 2021 | 2022 | 2023  |
| ------------------------------------- | ----- | ---- | ---- | ---- | ----- | ---- | ----- | ---- | ---- | ---- | ---- | ----- |
| Classement mondial                    |       |      |      |      | 1068e | 691e | 1778e | 783e | nc   | nc   | nc   | 1262e |
| UCI Europe Tour                       | 1031e | nc   | 76e  |      | 894e  | 413e | 1172e | 573e | nc   | nc   | nc   | nc    |
| UCI Asia Tour                         | nc    | nc   | nc   |      | 482e  | nc   | nc    |      |      |      |      |       |
| UCI America Tour                      | nc    | nc   | nc   |      | 349e  | nc   | nc    |      |      |      |      |       |
|                                       |       |      |      |      |       |      |       |      |      |      |      |       |
| Légende : nc = non classéSource : UCI |       |      |      |      |       |      |       |      |      |      |      |       |